# Међународно првенство Истборна
Међународно првенство Истборна тениски је турнир који се од 1974. године одржава у Истборну, у Уједињеном Краљевству. Припада категорији ВТА премијер турнира за жене и серији АТП 250 турнира за мушкарце.
Игра се на отвореним теренима са травнатом подлогом. Турнир се обично сматра увертиром пред трећи гренд слем сезоне, Вимблдон, који се игра недељу дана касније.
Од 2018. познат је по спонзорском имену Nature Valley International. Пре ове промене, носио је назив по дугогодишњем спонзору, компанији Aegon.
Највише титула у појединачној конкуренцији (11) освојила је Мартина Навратилова.

## Новија историја
Недостатак спонзорства током 2007. навео је Тениску организацију Велике Британије да размотри премештање турнира у Лондон. Ипак, одлучено је да се турнир споји са Отвореним првенством Нотингема, који се одржавао исте седмице, такође на трави. Од 2009. турнир у Истборну је био домаћин комбинованог АТП / ВТА такмичења све до 2014. године. У 2015. и 2016. одржавао се само женски део турнира, док је мушки враћен у Нотингем. Од 2017. у Истборну се поново организују такмичења у обе конкуренције.

## Поени и новчана награда (2019)

### Мушкарци
|             |                 | П         | Ф        | ПФ       | ЧФ       | 2К       | 1К      | Кв | Кв2     | Кв1     |
| Појединачно | Поени           | 250       | 150      | 90       | 45       | 20       | 0       | 12 | 6       | 0       |
| Појединачно | Новчана награда | 117.925 € | 63.765 € | 35.215 € | 20.010 € | 11.505 € | 6.890 € | –  | 3.335 € | 1.670 € |
| Парови      | Поени           | 250       | 150      | 90       | 45       | –        | 0       | –  | –       | –       |
| Парови      | Новчана награда | 38.690 €  | 19.830 € | 10.740 € | 6.150 €  | –        | 3.600 € | –  | –       | –       |

Извор:

### Жене
|             |                 | П         | Ф        | ПФ       | ЧФ       | 3К       | 2К      | 1К      |
| Појединачно | Поени           | 470       | 305      | 185      | 100      | 55       | 30      | 1       |
| Појединачно | Новчана награда | 173.680 $ | 92.540 $ | 46.275 $ | 23.455 $ | 12.200 $ | 6.380 $ | 4.205 $ |
| Парови      | Поени           | 470       | 305      | 185      | 100      | –        | –       | 1       |
| Парови      | Новчана награда | 54.695 $  | 28.950 $ | 15.925 $ | 8.109 $  | –        | –       | 4.400 $ |

Извор:

## Протекла финала

### Мушкарци појединачно
| Година     | Победник             | Финалиста             | Резултат                     |
| ---------- | -------------------- | --------------------- | ---------------------------- |
| 2009.      | Дмитриј Турсунов     | Френк Данчевић        | 6:3, 7:6(7:5)                |
| 2010.      | Микаел Љодра         | Гиљермо Гарсија-Лопез | 7:5, 6:2                     |
| 2011.      | Андреас Сепи         | Јанко Типсаревић      | 7:6(7:5), 3:6, 5:3 (предаја) |
| 2012.      | Енди Родик           | Андреас Сепи          | 6:3, 6:2                     |
| 2013.      | Фелисијано Лопез     | Жил Симон             | 7:6(7:2), 6:7(5:7), 6:0      |
| 2014.      | Фелисијано Лопез (2) | Ришар Гаске           | 6:3, 6:7(5:7), 7:5           |
| 2015–2016. | Није одржано         | Није одржано          | Није одржано                 |
| 2017.      | Новак Ђоковић        | Гаел Монфис           | 6:3, 6:4                     |
| 2018.      | Миша Зверев          | Лукаш Лацко           | 6:4, 6:4                     |
| 2019.      | Тејлор Фриц          | Сем Квери             | 6:3, 6:4                     |

### Жене појединачно
| Година | Победница                                 | Финалисткиња                              | Резултат                  | Назив турнира                                         |
| ------ | ----------------------------------------- | ----------------------------------------- | ------------------------- | ----------------------------------------------------- |
| 1974.  | Крис Еверт                                | Вирџинија Вејд                            | 7:5, 6:4                  | John Player Tournament                                |
| 1975.  | Вирџинија Вејд                            | Били Џин Кинг                             | 7:5, 4:6, 6:4             | Eastbourne Championships                              |
| 1976.  | Крис Еверт (2)                            | Вирџинија Вејд                            | 8:6, 6:3                  | Colgate International                                 |
| 1977.  | Није одржано                              | Није одржано                              | Није одржано              | Colgate International                                 |
| 1978.  | Мартина Навратилова                       | Крис Еверт                                | 6:4, 4:6, 9:7             | Colgate International                                 |
| 1979.  | Крис Еверт (3)                            | Мартина Навратилова                       | 7:5, 5:7, 13:11           | Colgate International                                 |
| 1980.  | Трејси Остин                              | Венди Тернбул                             | 7:6(7:3), 6:2             | BMW Challenge                                         |
| 1981.  | Трејси Остин (2)                          | Андреа Џегер                              | 6:3, 6:4                  | BMW Championships                                     |
| 1982.  | Мартина Навратилова (2)                   | Хана Мандликова                           | 6:4, 6:3                  | BMW Championships                                     |
| 1983.  | Мартина Навратилова (3)                   | Венди Тернбул                             | 6:1, 6:1                  | BMW Championships                                     |
| 1984.  | Мартина Навратилова (4)                   | Кети Џордан                               | 6:4, 6:1                  | Eastbourne Championships                              |
| 1985.  | Мартина Навратилова (5)                   | Хелена Сукова                             | 6:4, 6:3                  | Pilkington Glass Championships                        |
| 1986.  | Мартина Навратилова (6)                   | Хелена Сукова                             | 3:6, 6:3, 6:4             | Pilkington Glass Championships                        |
| 1987.  | Хелена Сукова                             | Мартина Навратилова                       | 7:6(7:5), 6:3             | Pilkington Glass Championships                        |
| 1988.  | Мартина Навратилова (7)                   | Наташа Зверева                            | 6:2, 6:2                  | Pilkington Glass Championships                        |
| 1989.  | Мартина Навратилова (8)                   | Рафаела Ређи                              | 7:6(7:2), 6:2             | Pilkington Glass Championships                        |
| 1990.  | Мартина Навратилова (9)                   | Гречен Магерс                             | 6:0, 6:2                  | Pilkington Glass Championships                        |
| 1991.  | Мартина Навратилова (10)                  | Аранча Санчез Викарио                     | 6:4, 6:4                  | Pilkington Glass Championships                        |
| 1992.  | Лори Макнил                               | Линда Харви Вајлд                         | 6:4, 6:4                  | Pilkington Glass Championships                        |
| 1993.  | Мартина Навратилова (11)                  | Мирјам Ореманс                            | 2:6, 6:2, 6:3             | Volkswagen Cup                                        |
| 1994.  | Мередит Макграт                           | Линда Харви Вајлд                         | 6:2, 6:4                  | Volkswagen Cup                                        |
| 1995.  | Натали Тозија                             | Чанда Рубин                               | 3:6, 6:0, 7:5             | Direct Line Insurance International Championships     |
| 1996.  | Моника Селеш                              | Мери Џо Фернандез                         | 6:0, 6:2                  | Direct Line Insurance International Championships     |
| 1997.  | Јана Новотна против Аранче Санчез Викарио | Јана Новотна против Аранче Санчез Викарио | 6:5 (прекинуто због кише) | Direct Line Insurance International Championships     |
| 1998.  | Јана Новотна                              | Аранча Санчез Викарио                     | 6:1, 7:5                  | Direct Line Insurance International Championships     |
| 1999.  | Наташа Зверева                            | Натали Тозија                             | 0:6, 7:5, 6:3             | Direct Line Insurance International Championships     |
| 2000.  | Жили Алар-Декижи                          | Доминик ван Рост                          | 7:6(7:4), 6:4             | Direct Line Insurance International Championships     |
| 2001.  | Линдси Давенпорт                          | Магуи Серна                               | 6:2, 6:0                  | Britanic Asset Management International Championships |
| 2002.  | Чанда Рубин                               | Анастасија Мискина                        | 6:1, 6:3                  | Britanic Asset Management International Championships |
| 2003.  | Чанда Рубин (2)                           | Кончита Мартинез                          | 6:4, 3:6, 6:4             | Hastings Direct International Championships           |
| 2004.  | Светлана Кузњецова                        | Данијела Хантухова                        | 2:6, 7:6(7:2), 6:4        | Hastings Direct International Championships           |
| 2005.  | Ким Клајстерс                             | Вера Душевина                             | 7:5, 6:0                  | Hastings Direct International Championships           |
| 2006.  | Жистин Енен-Арден                         | Анастасија Мискина                        | 4:6, 6:1, 7:6(7:5)        | Hastings Direct International Championships           |
| 2007.  | Жистин Енен (2)                           | Амели Моресмо                             | 7:5, 6:7(4:7), 7:6(7:2)   | Hastings Direct International Championships           |
| 2008.  | Агњешка Радвањска                         | Нађа Петрова                              | 6:4, 6:7(11:13), 6:4      | International Women's Open                            |
| 2009.  | Каролина Возњацки                         | Виржини Разано                            | 7:6(7:5), 7:5             | Aegon International                                   |
| 2010.  | Јекатерина Макарова                       | Викторија Азаренка                        | 7:6(7:5), 6:4             | Aegon International                                   |
| 2011.  | Марион Бартоли                            | Петра Квитова                             | 6:1, 4:6, 7:5             | Aegon International                                   |
| 2012.  | Тамира Пашек                              | Анџелик Кербер                            | 5:7, 6:3, 7:5             | Aegon International                                   |
| 2013.  | Јелена Веснина                            | Џејми Хамптон                             | 6:2, 6:1                  | Aegon International                                   |
| 2014.  | Медисон Киз                               | Анџелик Кербер                            | 6:3, 3:6, 7:5             | Aegon International                                   |
| 2015.  | Белинда Бенчич                            | Агњешка Радвањска                         | 6:4, 4:6, 6:0             | Aegon International                                   |
| 2016.  | Доминика Цибулкова                        | Каролина Плишкова                         | 7:5, 6:3                  | Aegon International                                   |
| 2017.  | Каролина Плишкова                         | Каролина Возњацки                         | 6:4, 6:4                  | Aegon International                                   |
| 2018.  | Каролина Возњацки (2)                     | Арина Соболенко                           | 7:5, 7:6(7:5)             | Nature Valley International                           |
| 2019.  | Каролина Плишкова (2)                     | Анџелик Кербер                            | 6:1, 6:4                  | Nature Valley International                           |

### Мушки парови
| Година     | Победници                                    | Финалисти                       | Резултат              |
| ---------- | -------------------------------------------- | ------------------------------- | --------------------- |
| 2009.      | Маријуш Фирстенберг Марћин Матковски         | Травис Перо Филип Полашек       | 6:4, 6:4              |
| 2010.      | Маријуш Фирстенберг (2) Марћин Матковски (2) | Колин Флеминг Кен Скупски       | 6:3, 5:7, [10:8]      |
| 2011.      | Јонатан Ерлих Анди Рам                       | Григор Димитров Андреас Сепи    | 6:3, 6:3              |
| 2012.      | Колин Флеминг Рос Хачинс                     | Џејми Делгадо Кен Скупски       | 6:4, 6:3              |
| 2013.      | Александер Пеја Бруно Соарес                 | Колин Флеминг Џонатан Мареј     | 3:6, 6:3, [10:8]      |
| 2014.      | Трит Хјуи Доминик Ингло                      | Александер Пеја Бруно Соарес    | 7:5, 5:7, [10:8]      |
| 2015–2016. | Није одржано                                 | Није одржано                    | Није одржано          |
| 2017.      | Боб Брајан Мајк Брајан                       | Рохан Бопана Андре Са           | 6:7(4:7), 6:4, [10:3] |
| 2018.      | Лук Бамбриџ Џони О’Мара                      | Кен Скупски Нил Скупски         | 7:5, 6:4              |
| 2019.      | Хуан Себастијан Кабал Роберт Фара            | Максимо Гонзалез Орасио Зебаљос | 3:6, 7:6(7:4), [10:6] |

### Женски парови
| Година | Победнице                                                              | Финалисткиње                                                           | Резултат                       |
| ------ | ---------------------------------------------------------------------- | ---------------------------------------------------------------------- | ------------------------------ |
| 1975.  | Џули Ентони Олга Морозова                                              | Ивон Гулагонг Пеги Мичел                                               | 6:2, 6:4                       |
| 1976.  | Крис Еверт и Мартина Навратилова против Олге Морозове и Вирџиније Вејд | Крис Еверт и Мартина Навратилова против Олге Морозове и Вирџиније Вејд | 6:4, 1:1 (прекинуто због кише) |
| 1977.  | Није одржано                                                           | Није одржано                                                           | Није одржано                   |
| 1978.  | Крис Еверт Бети Стеве                                                  | Били Џин Кинг Мартина Навратилова                                      | 6:4, 6:7, 7:5                  |
| 1979.  | Бети Стеве (2) Венди Тернбул                                           | Илана Клос Бети Ен Граб-Стјуарт                                        | 6:2, 6:2                       |
| 1980.  | Кети Џордан Ен Смит                                                    | Пем Шрајвер Бети Стеве                                                 | 6:4, 6:1                       |
| 1981.  | Мартина Навратилова Пем Шрајвер                                        | Кети Џордан Ен Смит                                                    | 6:7, 6:2, 6:1                  |
| 1982.  | Мартина Навратилова (2) Пем Шрајвер (2)                                | Кети Џордан Ен Смит                                                    | 6:3, 6:4                       |
| 1983.  | Мартина Навратилова (3) Пем Шрајвер (3)                                | Џо Дјури Ен Хобс                                                       | 6:1, 6:0                       |
| 1984.  | Мартина Навратилова (4) Пем Шрајвер (4)                                | Џо Дјури Ен Кијомура                                                   | 6:4, 6:2                       |
| 1985.  | Мартина Навратилова (5) Пем Шрајвер (5)                                | Кети Џордан Елизабет Смајли                                            | 7:5, 6:4                       |
| 1986.  | Мартина Навратилова (6) Пем Шрајвер (6)                                | Клаудија Коде-Килш Хелена Сукова                                       | 6:2, 6:4                       |
| 1987.  | Светлана Паркоменко Лариса Савченко                                    | Розалин Фербанк Елизабет Смајли                                        | 7:6(7:5), 4:6, 7:5             |
| 1988.  | Ева Пфаф Елизабет Смајли                                               | Белинда Кордвел Динки Ван Ренсбург                                     | 6:3, 7:6(8:6)                  |
| 1989.  | Катрина Адамс Зина Гарисон                                             | Јана Новотна Хелена Сукова                                             | 6:3 (предаја)                  |
| 1990.  | Лариса Савченко-Нејланд (2) Наташа Зверева                             | Пети Фендик Зина Гарисон                                               | 6:4, 6:3                       |
| 1991.  | Лариса Савченко-Нејланд (3) Наташа Зверева (2)                         | Ђиђи Фернандез Јана Новотна                                            | 2:6, 6:4, 6:4                  |
| 1992.  | Јана Новотна Лариса Савченко-Нејланд                                   | Мери Џо Фернандез Зина Гарисон                                         | 6:0, 6:3                       |
| 1993.  | Ђиђи Фернандез Наташа Зверева (3)                                      | Јана Новотна Лариса Савченко-Нејланд                                   | 2:6, 7:5, 6:1                  |
| 1994.  | Ђиђи Фернандез (2) Наташа Зверева (4)                                  | Инес Горочатеги Хелена Сукова                                          | 6:7(4:7), 6:4, 6:3             |
| 1995.  | Јана Новотна (2) Аранча Санчез Викарио                                 | Ђиђи Фернандез Наташа Зверева                                          | 0:6, 6:3, 6:4                  |
| 1996.  | Јана Новотна (3) Аранча Санчез Викарио (2)                             | Розалин Фербанк-Нидефер Пем Шрајвер                                    | 4:6, 7:5, 6:4                  |
| 1997.  | Никол Арент и Манон Болеграф против Лори Макнил и Хелене Сукове        | Никол Арент и Манон Болеграф против Лори Макнил и Хелене Сукове        | Отказано                       |
| 1998.  | Маријан де Сварт Јана Новотна (4)                                      | Аранча Санчез Викарио Наташа Зверева                                   | 6:1, 6:3                       |
| 1999.  | Мартина Хингис Ана Курњикова                                           | Јана Новотна Наташа Зверева                                            | 6:4 (предаја)                  |
| 2000.  | Ај Сугијама Натали Тозија                                              | Лиса Рејмонд Рене Стабс                                                | 2:6, 6:3, 7:6(7:3)             |
| 2001.  | Лиса Рејмонд Рене Стабс                                                | Кара Блек Јелена Лиховцева                                             | 6:2, 6:2                       |
| 2002.  | Лиса Рејмонд (2) Рене Стабс (2)                                        | Кара Блек Јелена Лиховцева                                             | 6:7(5:7), 7:6(8:6), 6:2        |
| 2003.  | Линдси Давенпорт Лиса Рејмонд (3)                                      | Џенифер Капријати Магви Серна                                          | 6:3, 6:2                       |
| 2004.  | Алиша Молик Магви Серна                                                | Светлана Кузњецова Јелена Лиховцева                                    | 6:4, 6:4                       |
| 2005.  | Лиса Рејмонд (4) Рене Стабс (3)                                        | Јелена Лиховцева Вера Звонарјова                                       | 6:3, 7:5                       |
| 2006.  | Светлана Кузњецова Амели Моресмо                                       | Лизел Хубер Мартина Навратилова                                        | 6:2, 6:4                       |
| 2007.  | Лиса Рејмонд (5) Саманта Стосур                                        | Квјета Пешке Рене Стабс                                                | 6:7(5:7), 6:4, 6:3             |
| 2008.  | Кара Блек Лизел Хубер                                                  | Квјета Пешке Рене Стабс                                                | 2:6, 6:0, [10:8]               |
| 2009.  | Акгул Аманмурадова Ај Сугијама (2)                                     | Саманта Стосур Рене Стабс                                              | 6:4, 6:3                       |
| 2010.  | Лиса Рејмонд (6) Рене Стабс (4)                                        | Квјета Пешке Катарина Среботник                                        | 6:2, 2:6, [13:11]              |
| 2011.  | Квјета Пешке Катарина Среботник                                        | Лизел Хубер Лиса Рејмонд                                               | 6:3, 6:0                       |
| 2012.  | Нурија Љагостера Вивес Марија Хосе Мартинез Санчез                     | Лизел Хубер Лиса Рејмонд                                               | 6:4 (предаја)                  |
| 2013.  | Нађа Петрова Катарина Среботник (2)                                    | Моника Никулеску Клара Закопалова                                      | 6:3, 6:3                       |
| 2014.  | Џан Хаоћинг Џан Јунгжан                                                | Мартина Хингис Флавија Пенета                                          | 6:3, 5:7, [10:7]               |
| 2015.  | Каролин Гарсија Катарина Среботник (3)                                 | Џан Јунгжан Џенг Ђе                                                    | 7:6(7:5), 6:2                  |
| 2016.  | Дарија Јурак Анастасија Родионова                                      | Џан Хаоћинг Џан Јунгжан                                                | 5:7, 7:6(7:4), [10:6]          |
| 2017.  | Џан Јунгжан (2) Мартина Хингис (2)                                     | Ешли Барти Кејси Делаква                                               | 6:3, 7:5                       |
| 2018.  | Габријела Дабровски Сју Јифан                                          | Ирина-Камелија Бегу Михаела Бузарнеску                                 | 6:3, 7:5                       |
| 2019.  | Џан Хаоћинг (2) Латиша Чан (3)                                         | Кирстен Флипкенс Бетани Матек Сандс                                    | 2:6, 6:3, [10:6]               |